# 멍톈 모듈

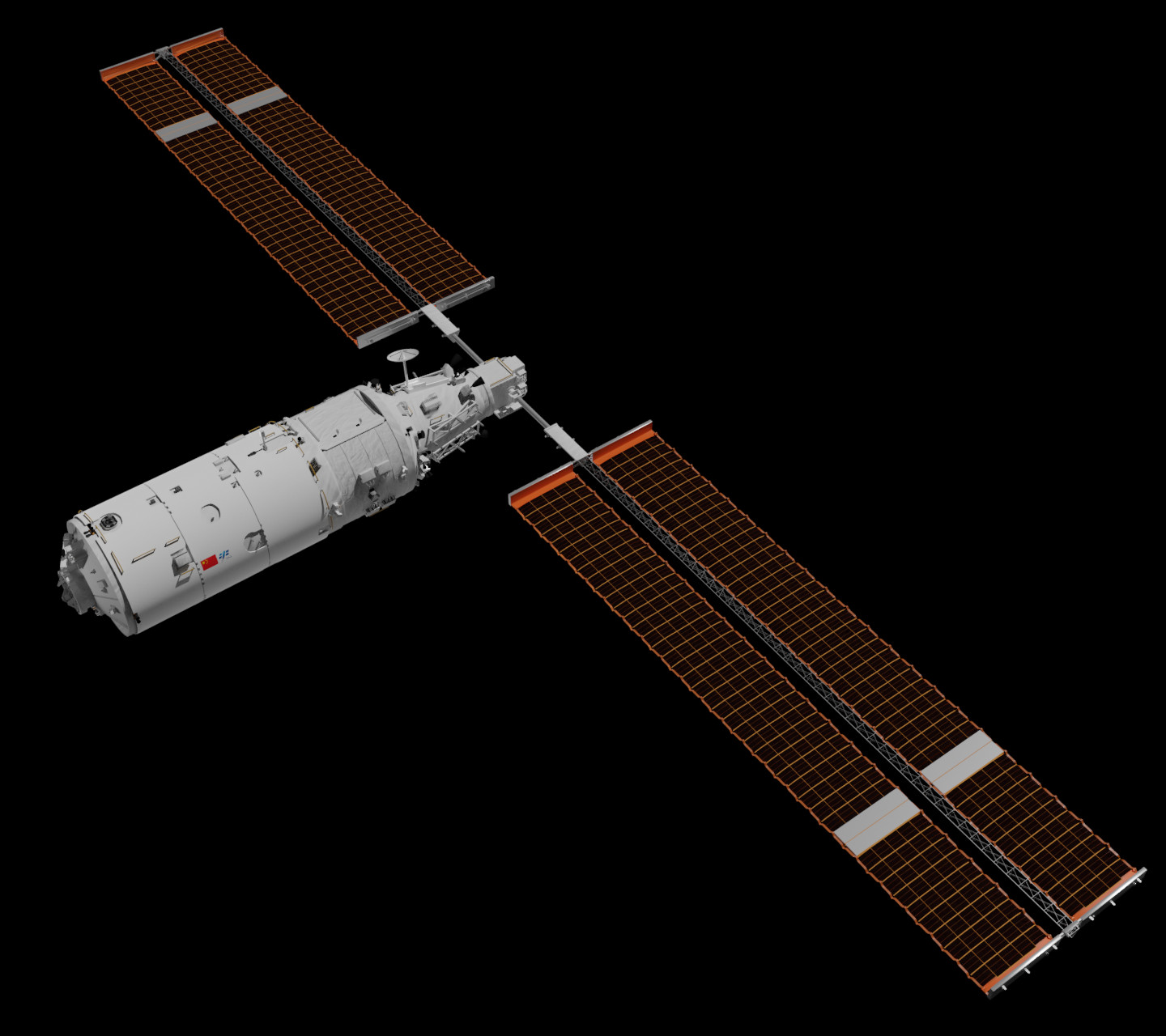

멍톈 모듈(중국어 간체: 梦天, 공식 명칭: 梦天实验舱)은 톈궁 우주정거장의 주요 모듈이다. 이는 원톈 모듈에 이어 출시된 두 번째 실험실 캐빈 모듈이자 기존 톈허 핵심 모듈을 확장하는 두 번째 모듈이다. 2022년 10월 31일 원창 우주선 발사장에서 궤도로 발사되어 같은 날 20:27 UTC에 텐허 전방 항구에 성공적으로 도킹했다.
2022년 11월 3일, 멍톈은 로봇 팔을 인덱싱하여 UTC 01:32에 라보드 포트로 이전되었다. 같은 날 07:12 UTC에 선저우 14호의 승무원이 해치를 열고 처음으로 모듈에 진입했다.

## 같이 보기
- 원톈 모듈
- 톈허 모듈
- 쉰톈